# Henryk Kasperczak

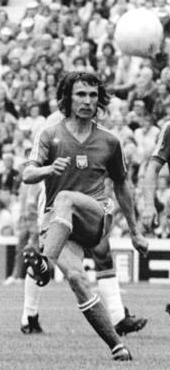
Kasperczak spelade för sitt landslag under FIFA World Cup 1974

Henryk Wojciech Kasperczak, född den 10 juli 1946 i Zabrze, Polen, är en polsk fotbollsspelare som tog OS-silver i fotbollsturneringen vid de olympiska sommarspelen 1976 i Montréal.